# Frog Story
Frog Story ist eine US-amerikanische Kurzfilmkomödie von Ron Satlof aus dem Jahr 1972.

## Handlung
Nach dem Besuch einer Bar, in der er ständig das Gemälde einer nackten Frau betrachtet hat, findet Harry auf dem Gehweg einen Frosch. Der mit Frauenstimme sprechende Frosch bittet ihn, mitgenommen zu werden, Harry werde es auch nicht bereuen. Obwohl Harry zunächst an einen Streich mit versteckter Kamera glaubt, nimmt er den Frosch mit nach Hause, legt ihn in sein Bett, deckt ihn zu und küsst ihn schließlich, als der Frosch es verlangt. Aus dem Frosch wird eine wunderschöne Frau. Harry kann sich nicht lange an dem Anblick erfreuen, kündigt sich doch seine Frau an. Die Froschfrau verwandelt sich zurück in einen Frosch und Harry versteckt ihn im Badezimmer. Nachts schleicht er sich aus dem Schlafzimmer zum Frosch, der sich erneut in eine Frau verwandelt. Die traute Zweisamkeit wird erneut durch Harrys Frau gestört, die sich im Bad ein Glas Wasser holt.
Am nächsten Morgen lässt Harry den Frosch im Bad zurück, weil er zur Arbeit muss. Dort liest er sich zu Lurchen ein und eilt zurück nach Hause. Er will mit der Froschfrau verreisen und packt bereits seine Sachen, kann den Frosch jedoch nicht mehr im Haus finden. Seine Frau meint, sie habe ihn in eine Zoohandlung gebracht. Harry eilt zur Zoohandlung, wo in einen Terrarium zahlreiche Frösche sitzen. Er bittet seinen Frosch, als Erkennungszeichen in die Höhe zu springen, doch springen daraufhin alle Frösche los. Harry kauft kurzerhand sämtliche Frösche der Zoohandlung. Zu Hause beginnt er, alle Frösche zu küssen, und seine Frau, die zufällig ins Zimmer kommt, ist konsterniert.

## Produktion
Frog Story basiert auf einer Idee von André Demir. Die Produzenten danken im Nachspann neben den Dimsdales Restaurants und Morgi’s House of Pizza, wo Szenen des Films entstanden, auch ihren „vielen Freunden und Fröschen, ohne die der Film nicht hätte entstehen können“ („The producers wish to thank […] our many friends and frogs, without whom this film would not have been possible“). Der Film wurde erstmals 1972 aufgeführt.

## Auszeichnung
Frog Story wurde 1973 für einen Oscar in der Kategorie „Bester Kurzfilm“ nominiert.